# Настазія Станішевська
Настазія Станішевська (нар. 10 лютого 1996, Вроцлав) — польська художниця, живописець, графік, скульптор.

## Біографія
Настазя Станішевська народилася як Анна Настазя Станішевська. У 2013 році художниця зазнала дорожньо-транспортної аварії, яка призвела до постійного болю внаслідок ушкоджень хребта та шиї. Додатково проблеми особистого характеру підсилилися, і вона кілька років боролася з депресією та тривожними розладами. Після подолання травми після аварії, вона змінила порядок своїх імен і виділила ім'я Настазя, яке має грецьке коріння і символізує воскресіння, що мало для художниці символічне значення, коли вона почала переживати посттравматичний ріст, і її мистецьке кредо стало зціленням через мистецтво. Після шлюбу вона прийняла прізвище чоловіка та офіційно називає себе Настазя Анна Гофрон, а Настазя Станішевська є її художнім псевдонімом.
Родина художниці походить з Валча. Батьки працюють у текстильній галузі, співпрацюючи з Італією та Китаєм, що сильно вплинуло на неї, оскільки вона вирощувалася серед тканин та мала можливість відвідувати музеї по всьому світу. Художницю також надихає її молодша сестра, танцівниця Марія Вікторія Станішевська. Вона закінчила Гімназію № 7 ім. Кшиштофа Камила Бачинського у Вроцлаві. Вона є випускницею (2021 року) кафедри живопису у студії професора Марти Макарчук та мистецької освіти в Академії Мистецтв ім. Яна Матейки у Кракові (2022 року) Вона захистила докторську дисертацію з живопису в Академії Мистецтв ім. Євгеніуса Гепперта у Вроцлаві у 2023 році. Вона є засновницею групи «Молодь», яка підтримує рух «позитивне тіло», засновуючись на відважних оголених фотографіях самостійних учасниць художньої групи. Станішевська — багаторазова стипендіатка Краківської та Вроцлавської Академій Мистецтв.
У 2018 році Станішевська видала збірку поезії «Рефлексія», в якій відкрито розповіла про пережите травмою, зосередившись переважно на негативних аспектах людського існування.
Картини Настазії Станішевської знаходяться в приватних колекціях в Польщі та за кордоном,, зокрема у Вроцлаві, Кракові, Варшаві, Берліні, Лондоні, Римі та Венеції. Вона співпрацює з галереями в Польщі, зокрема з: Artinfo, Rempex, Pragaleria, Sopocki Dom Aukcyjny. За кордоном вона співпрацює з галереєю Artio у Нью-Йорку та Торонто.

## Вибрані виставки
Настазя Станішевська брала участь в індивідуальних та колективних виставках: :
- 2018 — участь у виставці «200 років Академії. 100 років! Академія жінок» в Академії красних мистецтв у Кракові[9]
- 2019 — участь у виставці «Traces» — Висловити невисловне, в Галереї Політехніки Краківського Котельні[10]
- 2021 — її картини були представлені на постійній виставці в просторі Галереї ArtBay (Hergon) у Кракові[11]
- 2021—2021 — онлайн виставка малюнків з циклів «Тілесність» та «Простір тіла» в Галереї Drugie Piętro у Академії Мистецтв ім. Яна Матейки у Кракові[12]
- 2021 — організаторка, координаторка, кураторка та учасниця картинної виставки «Дисонанси» в просторі Галереї ArtBay (Hergon) у Кракові[13]
- 2021 — організаторка, координаторка, кураторка та учасниця міжнародної малюнкової виставки «Розголоси» в просторі Галереї ArtBay (Hergon) у Кракові[14]
- 2021 — організаторка, координаторка, кураторка та учасниця фото-графічної виставки «Простір тіла» в Лабораторії Сцена у Кракові[15]
- 2021 — виставка художнього доробку художника під назвою Body space у Вроцлаві[16]
- 2021—2022 — виставка «Автопортрет» у Галереї Drugie Piętro, що знаходиться в будівлі Академії Мистецтв ім. Яна Матейки у Кракові, на площі Яна Матейки 13[17]
- 2022 — виставка «Flora Botanica» в галереї «Другий поверх», що в будівлі Академії мистецтв. Яна Матейкі в Кракові, на площі Яна Матейкі 13[18]
- 2022 — виставка «Drawning power» Галерея Drugie Piętro, Академія Мистецтв ім. Яна Матейки у Кракові, площа Яна Матейки 13[19]
- 2022 — участь у Виставці «Підтримуємо Україну» стосовно українсько-російської війни та благодійного аукціону на підтримку осіб з України в Галереї Exit на вул. Губській 44-48 на території Старого Міського Бровару у Вроцлаві[20]
- 2022 — Центр Культури Подгіржа Краків: Дом Культури Клуб Собоньовіце, вул. Ростворовського 13 під назвою «MMM — Моє III музи» — авторська індивідуальна виставка художниці[11]
- 2022 — участь у Трієнале Малюнку Вроцлав 2022 в проєкті «Про зелений колір та парики», натхненому фільмом Пітера Грінуей «Контракт малювальника»
- 2022 — участь у виставці «Я — художниця», організованій фестивалем Krakers Art Week у Кракові в Галереї ArtBay[21]
- 2022 — учасниця виставки «Час Позитивісток» у Музеї Марії Конопницької у Жарновці[22]
- 2022 — участь у Ярмарку Мистецтва C-ART DAYS у Міжнародному Конгрес-Центрі у Катовіце[23]
- 2023 — учасниця міжнародної виставки «Простори Тіла» в Палаці Альбріцці — Капелло у Венеції
- 2023 — учасниця міжнародної виставки в Римі в Медіна Арт Галереї[24]
- 2023 р. — учасник міжнародної виставки в Римі в галереї мистецтв Медіна[25][26]
- 2023 — учасниця міжнародної виставки VISIONS у Венеції в Палаці Альбріцці — Капелло[27]
- 2023 — учасниця міжнародної виставки «Надприродне» у Лондоні в The Line Contemporary Art Space[28]
- 2023 — індивідуальна виставка «Флора ботаніка» в ODSK PIAST у Вроцлаві. На виставці були представлені картини, графіка, скульптури та інсталяції[29]
- 2023 — індивідуальна виставка у галереї Artio в Нью-Йорку.[30]

## працює
1. 1 2 3 4 5 6 7 8 9 10  Strona autorska Nastazji Staniszewskiej. Nastazja Staniszewska.
2. 1 2 3 4  Nastazja Staniszewska – Aukcje. Onebid.
3. 1 2 3 4  Autor: Nastazja Staniszewska. Magazyn Charaktery.
4. 1 2 3 4  Nastazja Staniszewska - rozmowa z nowoczesną uzdrowicielką.
5. ↑  Postanowiłam zostać silną kobietą. Magazyn Charaktery.
6. 1 2 3 4  Nastazja Staniszewska. ArtInfo.pl.
7. 1 2 3 4 5  Nastazja Staniszewska. Art in house.
8. ↑  Refleksja. Wydawnictwo Sorus.
9. ↑  Facebook ASP Kraków.
10. ↑  Styrna, Patrycja. Traces – wyrazić niewyrażalne. Nasza Politechnika. 2019 nr 5: 32.
11. 1 2  Centrum Kultury Podgórza.
12. ↑  Facebook Pracownia Wklęsłodruku ASP Kraków.
13. ↑  Facebook Krakowski Magazyn Sztuki ArtBay.
14. ↑  Facebook Krakowski Magazyn Sztuki ArtBay.
15. ↑  Facebook Krakowski Magazyn Sztuki ArtBay.
16. ↑  Facebook.
17. ↑  Facebook Galeria Drugie Piętro.
18. ↑  Facebook Gakeria Drugie Piętro.
19. ↑  Facebook Galeria Drugie Piętro.
20. ↑  wroclaw.pl.
21. ↑  Gallerystore.pl.
22. ↑  Muzeum HERstorii Sztuki.
23. ↑  Craftartdays.pl.
24. ↑  Itsliquid.com.
25. ↑  Itsliquid.com.
26. ↑  Facebook Itsliquid.
27. ↑  Itsliquid.com.
28. ↑  Itsliquid.com.
29. ↑  Facebook ODSK Piast.